# North Berwick (Maine)
North Berwick ist eine Town im York County im US-Bundesstaat Maine. Im Jahr 2020 lebten dort 4978 Einwohner in 1936 Haushalten auf einer Fläche von 98,83 km².

## Geographie
Nach dem United States Census Bureau hat North Berwick eine Gesamtfläche von 98,83 km², von der 98,47 km² Land sind und 0,36 km² aus Gewässern bestehen.

### Geographische Lage
North Berwick liegt im Südwesten des York Countys. Im Osten befindet sich der Bauneg Beg Pond. Kleinere Flüsse durchziehen die Town. Das Gebiet ist eher eben, ohne größere Erhebungen.

### Nachbargemeinden
Alle Entfernungen sind als Luftlinien zwischen den offiziellen Koordinaten der Orte aus der Volkszählung 2010 angegeben.
- Norden: Sanford, 8,3 km
- Osten: Wells, 12,7 km
- Süden: South Berwick, 13,6 km
- Westen: Berwick, 7,7 km
- Nordwesten: Lebanon, 12,1 km

### Stadtgliederung
In North Berwick gibt mehrere Siedlungsgebiete: Bauneg-Beg, Beaver Dam, Beech Ridge, Five Corners und Varney Crossing.

### Klima
Die mittlere Durchschnittstemperatur in North Berwick liegt zwischen −6,1 °C (21 °F) im Januar und 20,6 °C (69 °F) im Juli. Damit ist der Ort gegenüber dem langjährigen Mittel der USA um etwa 9 Grad kühler. Die Schneefälle zwischen Oktober und Mai liegen mit bis zu zweieinhalb Metern mehr als doppelt so hoch wie die mittlere Schneehöhe in den USA; die tägliche Sonnenscheindauer liegt am unteren Rand des Wertespektrums der USA.

## Geschichte
In Berwick startete im Jahr 1631 die Besiedlung, als sich der erste aus Europa stammende Siedler namens Ambrose Gibbens hier niederließ. Gibbens stammte aus England und erreichte Nordamerika im Jahr 1630. Er erforschte das Gebiet der Laconia Company, kam im Jahr 1631 zurück und gründete eine Ansiedlung in Newichawannok, dem späteren Old Berwick, in der Nähe der Quampeagan Falls im Jahr 1631. Im folgenden Jahr zogen auch seine Frau und seine Tochter zu ihm. In einem aus dem Jahr 1633 überlieferter Brief von Gibbens erklärt er, er würde weit weg von Nachbarn leben und dass zu seinem Haushalt seine Familie und vier weitere Männer gehören würden. Vermutlich handelte es sich bei den vier Männern um Arbeiter. Er errichtete bei Newichawannok einen Handelsposten. mit einem Lagerhaus, einer großen Wohnung, umgeben mit Palisaden und einem Vorrat an Munition zum Schutz gegen Angriffe der Ureinwohner.
Das Gebiet war bei frühen Siedlern aufgrund des großen Kiefernbestandes beliebt. So wurde in Newichawannok am Great Works River das erste Sägewerk Amerikas errichtet, genannt Gibbens' Sawmill. Schnell stieg die Zahl der Sägewerke auf 18 und die Gegend wurde von den Indianern Ort der großen Werke genannt. Die Siedlung wuchs und neben der Holzwirtschaft und dem Handelsposten lebten die Bewohner auch von Bootsbau, Fischerei, Jagd und Landwirtschaft.
Als erste Stadt in Maine wurde im Jahr 1647 die Siedlung eingemeindet. Old Kittery umfasste das heutige Eliot, South Berwick, North Berwick und Berwick. Newichawannok (Old Berwick) wurde zu Unity. Diese Gemeinde wurde manchmal als Kittery Commons und Kittery, North Parish bezeichnet. Schließlich hörten die Einwohner dieses Gebiets auf, den Namen Unity zu verwenden, und ihre Aufzeichnungen bezeichneten dieses Gebiet als Barwick.
Im Jahr 1716 wurde Land für die Gründung von Kittery abgetreten, South Berwick wurde 1814 herausgelöst, North Berwick im Jahr 1831. Zusätzliches Land wurde an South Berwick in den Jahren 1841 und 1881 abgetreten und an North Berwick im Jahr 1875.
Als Town wurde North Berwick am 22. März 1831 organisiert. Weitere Gebiete wurden 1875 von Berwick hinzugenommen. Der Farmer William Hussey entwarf 1835 einen gusseisernen Pflug. Er gründete die Hussey Plough Company und erweiterte die Produktion auf die Herstellung anderer landwirtschaftlicher Geräte und Werkzeuge. Der Rüstungskonzern United Technologies, Pratt & Whitney hat eine große Anlage in North Berwick.

### Einwohnerentwicklung
| Volkszählungsergebnisse – Town of North Berwick, Maine | Volkszählungsergebnisse – Town of North Berwick, Maine | Volkszählungsergebnisse – Town of North Berwick, Maine | Volkszählungsergebnisse – Town of North Berwick, Maine | Volkszählungsergebnisse – Town of North Berwick, Maine | Volkszählungsergebnisse – Town of North Berwick, Maine | Volkszählungsergebnisse – Town of North Berwick, Maine | Volkszählungsergebnisse – Town of North Berwick, Maine | Volkszählungsergebnisse – Town of North Berwick, Maine | Volkszählungsergebnisse – Town of North Berwick, Maine | Volkszählungsergebnisse – Town of North Berwick, Maine |
| Jahr                                                   | 1800                                                   | 1810                                                   | 1820                                                   | 1830                                                   | 1840                                                   | 1850                                                   | 1860                                                   | 1870                                                   | 1880                                                   | 1890                                                   |
| ------------------------------------------------------ | ------------------------------------------------------ | ------------------------------------------------------ | ------------------------------------------------------ | ------------------------------------------------------ | ------------------------------------------------------ | ------------------------------------------------------ | ------------------------------------------------------ | ------------------------------------------------------ | ------------------------------------------------------ | ------------------------------------------------------ |
| Einwohner                                              |                                                        |                                                        |                                                        |                                                        | 1461                                                   | 1593                                                   | 1492                                                   | 1623                                                   | 1801                                                   | 1803                                                   |
| Jahr                                                   | 1900                                                   | 1910                                                   | 1920                                                   | 1930                                                   | 1940                                                   | 1950                                                   | 1960                                                   | 1970                                                   | 1980                                                   | 1990                                                   |
| Einwohner                                              | 1748                                                   | 1777                                                   | 1652                                                   | 1540                                                   | 1455                                                   | 1655                                                   | 1844                                                   | 2224                                                   | 2878                                                   | 3793                                                   |
| Jahr                                                   | 2000                                                   | 2010                                                   | 2020                                                   | 2030                                                   | 2040                                                   | 2050                                                   | 2060                                                   | 2070                                                   | 2080                                                   | 2090                                                   |
| Einwohner                                              | 4293                                                   | 4576                                                   | 4978                                                   |                                                        |                                                        |                                                        |                                                        |                                                        |                                                        |                                                        |

## Kultur und Sehenswürdigkeiten

### Bauwerke
In North Berwick wurden mehrere Bauwerke unter Denkmalschutz gestellt und ins National Register of Historic Places aufgenommen.
- Thomas Hobbs, Jr., House, 1982 unter der Register-Nr. 82000794.[10]
- Mary R. Hurd House, 1979 unter der Register-Nr. 79000180.[11]
- Hussey Plow Company Building, 1979 unter der Register-Nr. 79000181.[12]
- Morrell House, 1976 unter der Register-Nr. 76000194.[13]
- North Berwick Woolen Mill, 1983 unter der Register-Nr. 83000482.[14]
- J.L. Prescott House, 1985 unter der Register-Nr. 85001268.[15]

## Wirtschaft und Infrastruktur

### Verkehr
Die Maine State Route 9 verläuft in westöstlicher Richtung durch North Berwick und verbindet es mit Berwick im Westen und Wells im Osten. Sie wird von der Maine State Route 4 gekreuzt, die North Berwick mit South Berwick und Alfred verbindet.

### Öffentliche Einrichtungen
In North Berwick gibt es keine medizinischen Einrichtungen. Die nächstgelegenen befinden sich in Sanford, Dover und Somersworth.
In North Berwick befindet sich die im Januar 1928 gegründete D. A. HURD LIBRARY. Das Grundstück und Gebäude der Bücherei wurde der Town von Daniel Hurd zu Ehren seiner Frau und Eltern gestiftet. Im Jahr 1987 wurde das Gebäude erweitert, um einen Raum für Kinder einzurichten und dem wachsenden Bestand Raum zu geben.

### Bildung
North Berwick gehört mit Berwick und Lebanon zum Schulbezirk MSAD 60.
Im Schulbezirk werden folgende Schulen angeboten:
- Lebanon & Hanson Elementary Schools in Lebanon mit Schulklassen von Kindergarten bis zum 5. Schuljahr
- North Berwick Elementary School in North Berwick mit Schulklassen von Kindergarten bis zum 5. Schuljahr
- Vivian E. Hussey School in Berwick mit Schulklassen von Kindergarten bis zum 3. Schuljahr
- Eric L. Knowlton School in Berwick mit Schulklassen vom 4. bis 5. Schuljahr
- Noble Middle School in Berwick mit Schulklassen vom 6. bis 7. Schuljahr
- Noble High School in North Berwick mit Schulklassen vom 8. bis 12. Schuljahr
- Mary Hurd Academy in North Berwick mit Schulklassen vom 6. bis 12. Schuljahr, eine alternative Schule mit den Schwerpunkten Kernakademik, erfahrungsorientierte Lernmöglichkeiten und positive Verhaltensunterstützung

## Persönlichkeiten

### Söhne und Töchter der Stadt
- Ichabod Goodwin (1794–1882), Politiker und Gouverneur des Bundesstaates New Hampshire.
- Daniel Johnson Morrell (1821–1885), Politiker